# 諾基亞701
諾基亞701是諾基亞生產的平板式智能手機，2011年8月24日發布。

## 規格
| 類型     | 智能手機                                                                |
| 手機規格 | 直立式                                                                  |
| 尺寸     | 高度：117.2（4.61英寸）；寬度：56.8（2.24英寸）；厚度：11.0（0.43英寸） |
| 重量     | 131.0克（4.62盎司）                                                     |
| 操作系统 | Nokia Belle                                                             |
| 電池     | 1300 mAh                                                                |
| 顯示器   | 3.5英寸（89）                                                           |